# Friedrich zu Hohenlohe-Oehringen

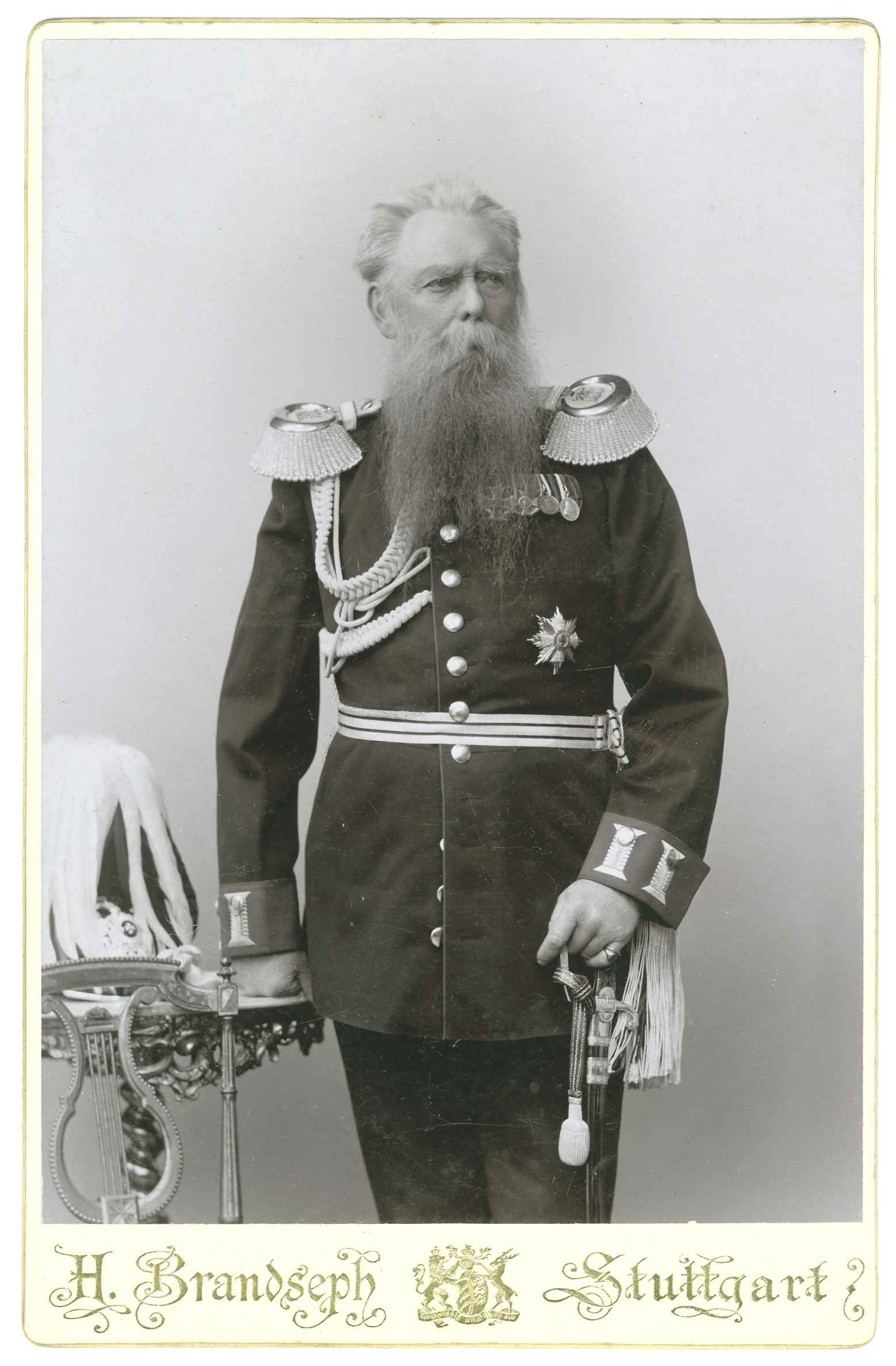
Friedrich Prinz zu Hohenlohe-Öhringen in Galauniform

Friedrich Ludwig Eugen Carl Adalbert Emil August Prinz zu Hohenlohe-Oehringen (* 12. August 1812 in Öhringen; † 10. Dezember 1892 auf Schloss Slawentzitz) war ein württembergischer Generalmajor.

## Leben
Er war Sohn des Fürsten August von Hohenlohe-Oehringen (1784–1853) und Luise von Württemberg (1789–1851), Tochter des Herzogs Eugen Friedrich Heinrich von Württemberg, dem Begründer der Linie Carlsruhe in Oberschlesien, und dessen Ehefrau Prinzessin Luise zu Stolberg-Gedern.
Er verzichtete 1842 auf seine Rechte als erstgeborener Sohn und heiratete 1844 Mathilde, geborene Freiin von Breuning (1821–1896), die seit 1843 durch Verleihung seitens des Königs von Württemberg Freifrau von Brauneck hieß. Friedrich und Mathilde hatten zwei Söhne:
- Kraft August von Brauneck (* 27. Dezember 1844; † 11. September 1871),
- Alexander von Brauneck (* 2. Januar 1846; † 30. Juli 1849).

Im September 1843 zogen Prinz Friedrich und seine Gattin Mathilde Freifrau von Brauneck in den renovierten Prinzessinnenbau des Ingelfinger Schlosses, ein. Die umfangreiche Renovierung des Ostflügels des Schlosses begann, wurde jedoch 1847 durch die Verlegung des Wohnsitzes des Prinzen nach Stuttgart beendet und die provisorische Hofhaltung aufgelöst.

## Auszeichnungen
- 1853 Großkreuz des Friedrichs-Ordens[3][4]